# Liste der Bodendenkmäler in Beckum
Die Liste der Bodendenkmäler in Beckum enthält die denkmalgeschützten unterirdischen baulichen Anlagen, Reste oberirdischer baulicher Anlagen, Zeugnisse tierischen und pflanzlichen Lebens und paläontologischen Reste auf dem Gebiet der Stadt Beckum im Kreis Warendorf in Nordrhein-Westfalen (Stand: April 2014). Diese Bodendenkmäler sind in Teil B der Denkmalliste der Stadt Beckum eingetragen; Grundlage für die Aufnahme ist das Denkmalschutzgesetz Nordrhein-Westfalen (DSchG NRW).
| Bild                          | Bezeichnung                                                            | Lage                       | Beschreibung | Bauzeit | Eingetragen seit   | Denkmal- nummer |
| ----------------------------- | ---------------------------------------------------------------------- | -------------------------- | ------------ | ------- | ------------------ | --------------- |
| BW                            | Schanze südlich Hof Pellengahr                                         | Hinteler 9 Karte           |              |         | 29. Dezember 1983  |                 |
| Landwehr bei Hof Stauvermann  | Landwehr bei Hof Stauvermann                                           | Dalmer 1 Karte             |              |         | 13. September 1983 |                 |
| BW                            | Landwehr Werse gegenüber Hof Butterschlot                              | Werse Karte                |              |         | 8. Juli 1985       |                 |
| BW                            | Landwehr Höxberg                                                       | Unterberg Karte            |              |         | 4. April 1990      |                 |
| BW                            | Landwehr Höxberg                                                       | Unterberg Karte            |              |         | 4. April 1990      |                 |
| BW                            | ehem. Strontianitabbaugebiet                                           | Dalmer 1 Karte             |              |         | 14. Juni 1986      |                 |
| BW                            | ehem. Standort von Haus Hundelinghoff                                  | Werse Karte                |              |         | 22. März 1985      |                 |
| BW                            | Landhagen Lourenkamp                                                   | Landhagen Lourenkamp Karte |              |         | 5. Februar 1986    |                 |
| BW                            | Landhagen Lourenkamp                                                   | Lourenkamp Karte           |              |         | 5. Februar 1986    |                 |
| BW                            | Landhagen Lourenkamp                                                   | Lourenkamp Karte           |              |         | 5. Februar 1986    |                 |
| BW                            | Landhagen Lourenkamp                                                   | Lourenkamp Karte           |              |         | 5. Februar 1986    |                 |
| Galeriegrab von Beckum-Dalmer | Galeriegrab von Beckum-Dalmer                                          | Dalmer Karte               |              |         | 18. Januar 1989    |                 |
| BW                            | Kloster Blumenthal                                                     | Südstraße Karte            |              |         | 22. Juni 1994      |                 |
| BW                            | Kloster Blumenthal                                                     | Südstraße Karte            |              |         | 22. Juni 1994      |                 |
| BW                            | Kloster Blumenthal                                                     | Südstraße Karte            |              |         | 22. Juni 1994      |                 |
| BW                            | Abraumhalden der ehem. Strontianitgrube Stumpenhorst (alias Katharina) | Harberg Karte              |              |         | 28. Dezember 1995  |                 |
| Vorstädtischer Siedlungskern  | Vorstädtischer Siedlungskern                                           | Clemens-August-Str. Karte  |              |         | 22. Dezember 1998  |                 |